# Урес (муниципалитет)
Урес (исп. Ures) — муниципалитет в Мексике, штат Сонора, с административным центром в городе Эройка-Сьюдад-де-Урес. Численность населения, по данным переписи 2020 года, составила 8548 человек.

## Общие сведения
Название Ures с языка индейцев опата можно перевести как — молодые мужчины.
Площадь муниципалитета равна 3088,1 км², что составляет 1,7 % от площади штата, а наиболее высоко расположенное поселение Агилар, находится на высоте 1330 метров.
Он граничит с другими муниципалитетами Соноры: на севере с Районом и Акончи, на востоке с Бавьякорой и Вилья-Пескейрой,  на юге с Масатаном, на западе с Эрмосильо и Сан-Мигель-де-Оркаситасом.

## Учреждение и состав
Муниципалитет был образован в 1825 году, по данным 2020 года в его состав входит 139 населённых пунктов, самые значимые из которых:
| Код INEGI                  | Населённый пункт                                                                                              | Численность населения (2005 год) | Численность населения (2010 год) | Численность населения (2020 год) |
| -------------------------- | --- | -------------------------------- | -------------------------------- | -------------------------------- |
| 066                        | Всего | 8420                             | 9185                             | 8548                             |
| 0001                       | Эройка-Сьюдад-де-Урес (исп. Heroica Ciudad de Ures) 29°25′41″ с. ш. 110°23′22″ з. д. (административный центр) | 3764                             | 3894                             | 3619                             |
| 0076                       | Сан-Педро-де-Урес (исп. San Pedro de Ures) 29°25′53″ с. ш. 110°22′01″ з. д.                                   | 1309                             | 1431                             | 1453                             |
| 0030                       | Гуадалупе-де-Урес (исп. Guadalupe de Ures) 29°23′04″ с. ш. 110°26′46″ з. д.                                   | 698                              | 964                              | 904                              |
| 0005                       | Пуэбло-де-Аламос (исп. Pueblo de Álamos) 29°12′25″ с. ш. 110°08′25″ з. д.                                     | 563                              | 611                              | 517                              |
| 0082                       | Эль-Саус (исп. El Sauz (Sauz de Ures)) 29°23′54″ с. ш. 110°26′15″ з. д.                                       | 465                              | 467                              | 432                              |
| 0077                       | Сан-Рафаэль (исп. San Rafael) 29°22′21″ с. ш. 110°27′55″ з. д.                                                | 291                              | 355                              | 333                              |
| 0081                       | Сантьяго-де-Урес (исп. Santiago de Ures) 29°26′19″ с. ш. 110°24′45″ з. д.                                     | 256                              | 249                              | 267                              |
| —                          | Прочие | 1074                             | 1214                             | 1023                             |
| Названия на карте Генштаба | |                                  |                                  |                                  |

## Экономическая деятельность
По статистическим данным 2000 года, работоспособное население занято по секторам экономики в следующих пропорциях:
- сельское хозяйство, скотоводство и рыбная ловля — 38,3 %;
- промышленность и строительство — 22,8 %;
- торговля, сферы услуг и туризма — 35,3 %;
- безработные — 3,6 %.

## Инфраструктура
По статистическим данным 2020 года, инфраструктура развита следующим образом:
- электрификация: 98,8 %;
- водоснабжение: 94,5 %;
- водоотведение: 98,5 %.